# Spexhall
Spexhall est un village et une paroisse civile du Suffolk, en Angleterre.